# Gare de Meyrin
La gare de Meyrin est une gare ferroviaire située sur la commune de Meyrin, dans le Canton de Genève ouverte lors de la mise en service de la ligne de chemin de fer Lyon-Perrache à Genève. La gare s'appelait Vieux-Bureau puis a été renommé Vernier-Meyrin avant de devenir la gare de Meyrin.

## Situation ferroviaire
Établie à 435 mètres d'altitude, la gare de Meyrin est située au point kilométrique (PK) 161,300 de la ligne de Châtelaine (bif) à la frontière vers Bellegarde entre les gares de Zimeysa et Vernier-Meyrin Cargo.

## Historique
Comme pour la gare de Genève, de Vernier-Meyrin Cargo et de La Plaine, la gare de Meyrin est construite en 1857 par la compagnie de chemin de fer de Lyon à Genève qui fusionnera avec la Compagnie PLM (Paris-Lyon-Marseille), selon les plans de l'architecte Raymond Grillot et correspond au modèle-type des gares de troisième ordre de cette ligne, c'est-à-dire une construction en maçonnerie, deux niveaux avec au rez, le service et à l'étage, l'appartement. Les combles sont également aménagés.
La ligne de chemin de fer de Lyon à Genève est inaugurée le 16 mars 1858 et deux jours plus tard suit l'ouverture à l'exploitation commerciale. Cette ligne de chemin de fer est la première à desservir la gare de Genève, et dès le début, elle est construite à double voie. Elle est électrifiée en 1956 selon les normes françaises, soit sous une tension de 1 500 V à courant continu. Bien que desservie par la SNCF, la ligne Genève − La Plaine est nationalisée en 1913, après la création des CFF. En 2022, la gare sera rénovée dans le cadre du Léman Express, avec des quais rallongés et rehaussés pour faciliter l'accès aux personnes à mobilité réduite. Un nouveau passage souterrain sera aussi créé sous les voies.
La nouvelle gare est inaugurée en présence des autorités de l'État, de la commune de Meyrin et des représentants des CFF et de Lémanis le 6 juillet 2022.

## Service des voyageurs

### Accueil
La gare est composée de deux quais latéraux équipés d'un abri encadrant les deux voies, reliés entre eux par un passage souterrain, et accessible depuis le nord par le chemin Adrien-Stoessel ou par la rue Lect, qui passe sous les voies ferrées.

### Desserte
La gare est desservie par les trains Léman Express L5 et L6 reliant les gares de Genève-Cornavin à respectivement celles de La Plaine et Bellegarde (France).
Les anciennes appellations commerciales françaises et suisses sont abandonnées au profit de Léman Express et des indices de lignes définitifs dès le 9 décembre 2018 : L5 (Genève-La Plaine) et L6 (Genève-Bellegarde).

### Intermodalité
La gare est desservie, par les lignes de bus 57, 68 et 83 des Transports publics genevois, l'arrêt est placé à distance de la gare, côté sud, sur la route du Nant-d'Avril où se situe le parc relais.

## Projets
En vue de répondre aux normes de sécurité et d'accessibilité nationales, des travaux ont été initialement programmés entre janvier 2019 et juillet 2020 afin de créer de nouvelles rampes d'accès en pente douce pour les personnes à mobilité réduite ou circulant avec des bagages, améliorer les quais et créer un passage pour les cyclistes sous les voies. L'allongement des quais devrait permettre d'arrêter en gare des trains plus longs composés de deux rames RABe 522 couplées afin d'en doubler la capacité d'emport de voyageurs. Ces quais seront également rehaussés afin d'assurer un accès de plain-pied aux trains,.
- État des travaux en juin 2020

État des travaux en 06 2020
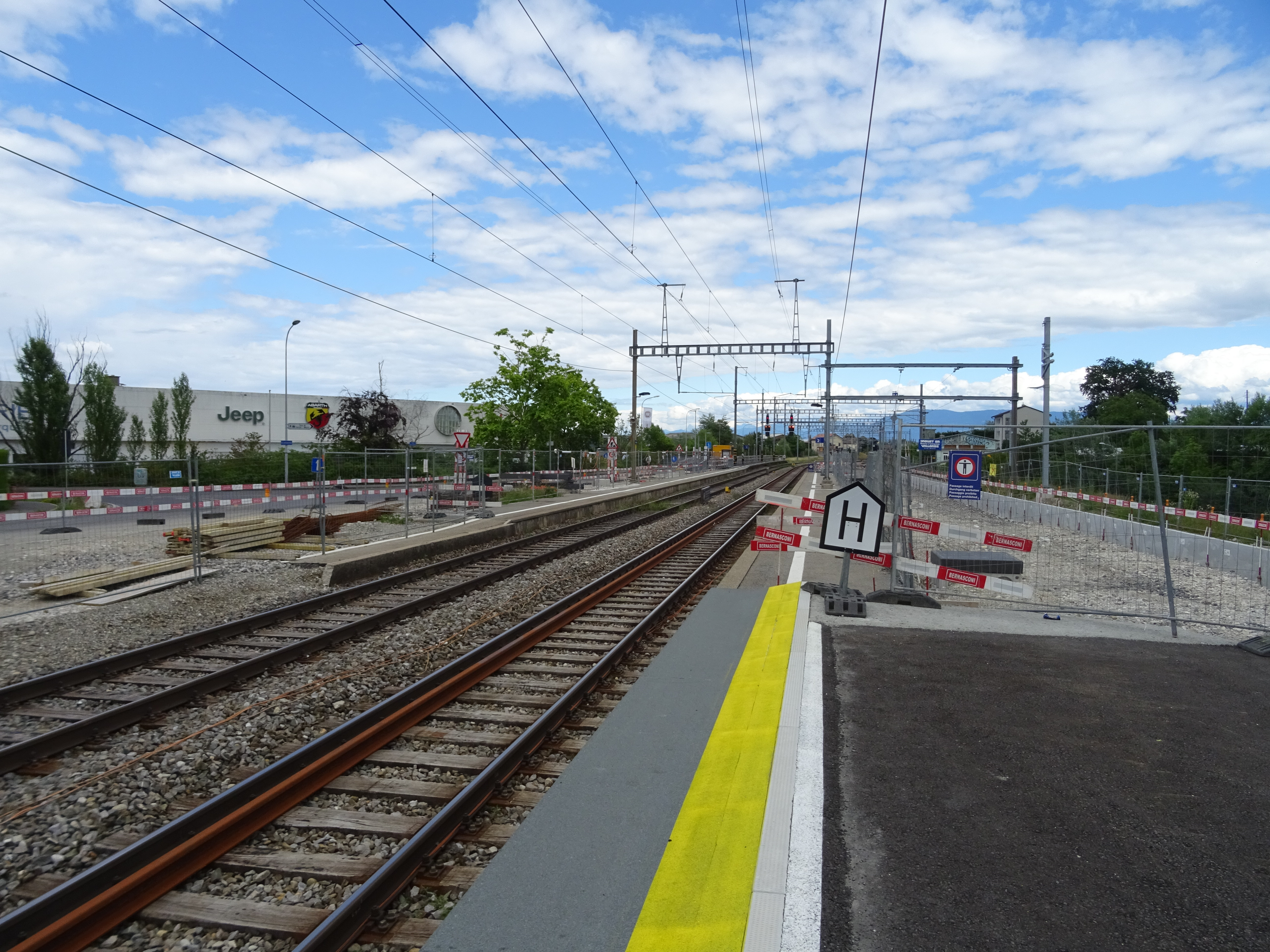
Allongement du quai en direction de La Plaine et reprise du quai opposé en direction Genève.
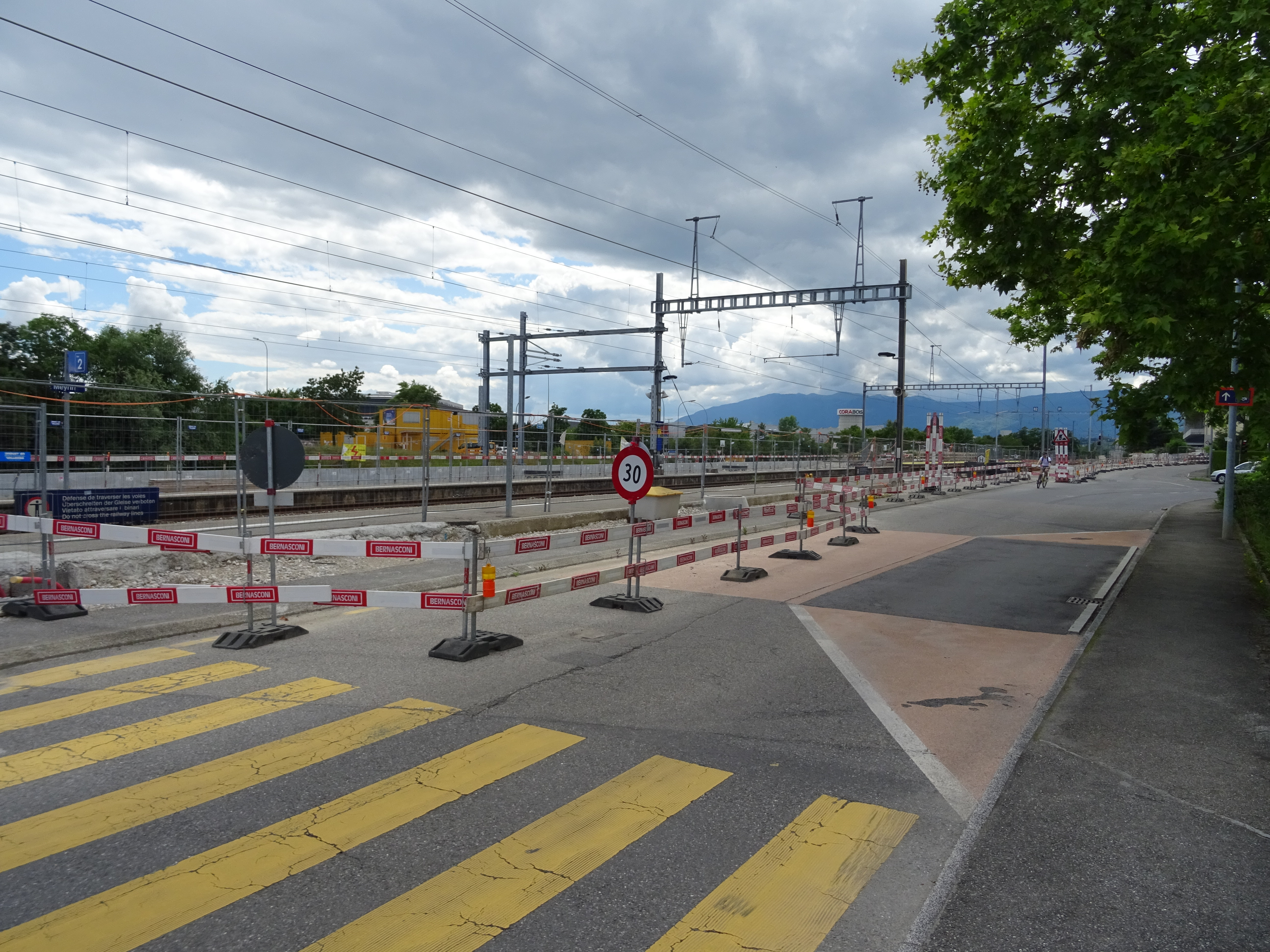
Travaux le long du nouveau quai en direction de Genève.